# Jasenie
Jasenie je obec na Slovensku v okrese Brezno.

## Dějiny
Archeologický výzkum dokazuje osídlení z římské doby, kontinuita osídlení až do novověku není vyloučena. Nejstarší nezpochybnitelný údaj o středověké hornické osadě Jasenie pochází z listiny Zikmunda z roku 1424, ačkoli je možné, že údaj z roku 1250 o jakési osadě Jechene se vztahuje právě na toto Jasenie.
Roku 1455 se obec připomíná pod názvem Jezen, z roku 1465 je doložen její název Jassen, v roce 1512 se jmenovala Jesene. Již od 15. století však převládalo pojmenování etymologicky odvozené od názvu stromu jasan. Osada patřila Lupčanskému panství. Banskobystričtí podnikatelé zde těžili do 16. století drahé kovy. V 17.–19. století zde pracoval železářský hamr, patřící Báňské komoře. Obyvatelé pracovali v místních podnicích, povozničili a chovali ovce. V roce 1828 měla obec 102 domů a 785 obyvatel. V 19.–20. století bylo rozšířeno krajkářství.
V místní části Kramliště, které vzniklo v 18. století jako komorská osada, byla postavena v polovině 19. století sklárna, vyrábějící tabulové sklo (zanikla r. 1904). V letech 1923–1925 byla vybudována elektrárna. V katastrálním území obce se těžila antimonitá ruda zpracovávaná ve Vajskové. V místní části Kramliště pracovala parní pila, která poskytovala občanům pracovní příležitosti.
Obec se aktivně zúčastnila SNP.